# ドリスティゲーテン (海防戦艦)

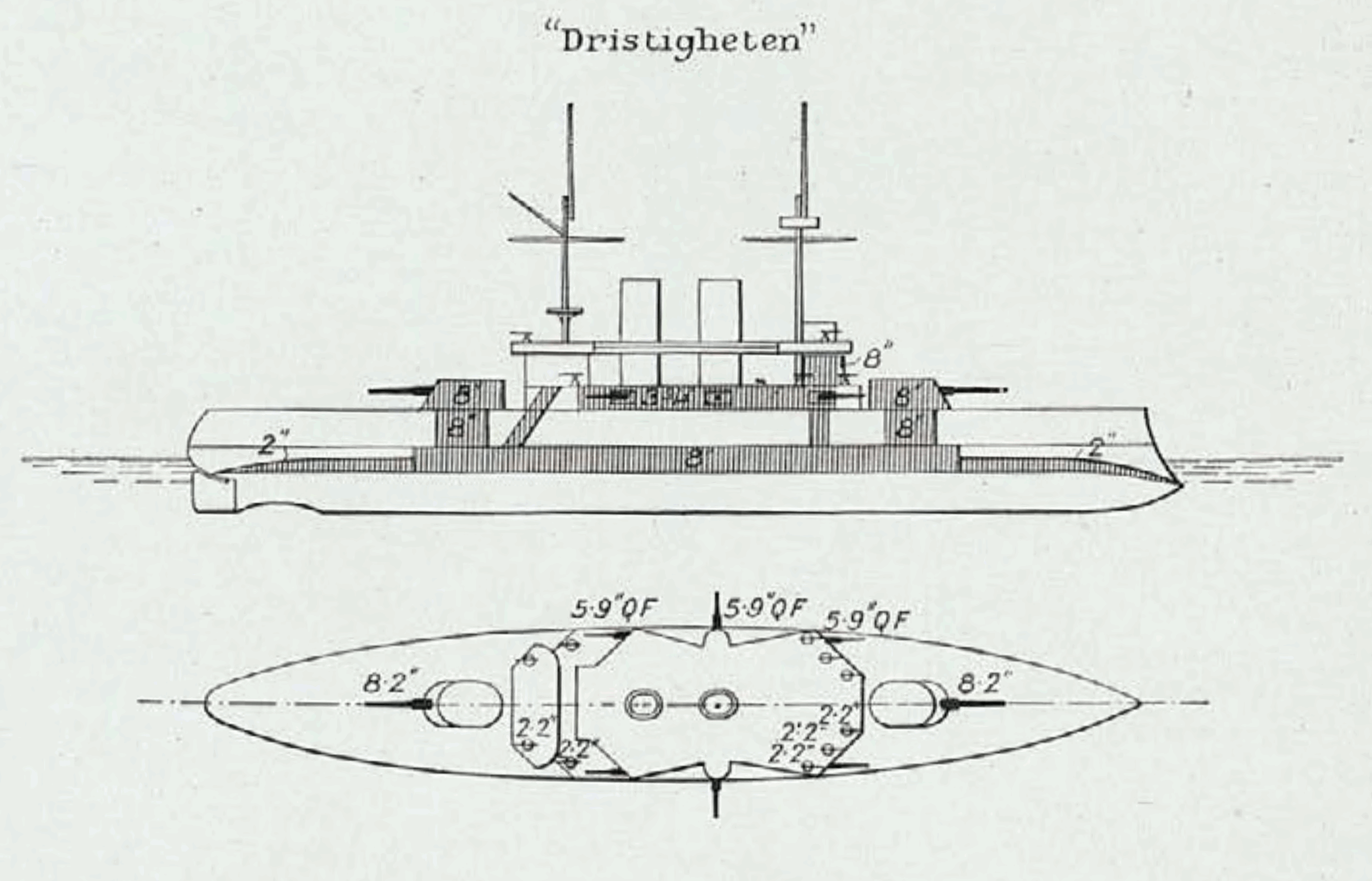
「ドリスティゲーテン」の図。1903年のブラッセイ海軍年鑑より

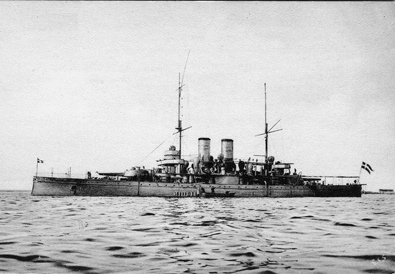
建造時の状態の「ドリスティゲーテン」

ドリスティゲーテン (Dristigheten) は、スウェーデン海軍の海防戦艦である。艦名は1790年のヴィボルグ湾の戦いで活躍した戦列艦から引き継いでいる。
オーディン級の次の海防戦艦で、同級以降の技術革新を取り入れているが、1898年の議会で建造予算は承認されたものの額を減らされたことで多少小型になっている。
基準排水量3200トン、満載排水量3600トン、全長89.0m、水線長86.9m、最大幅14.77m、計画吃水4.92m。ビルジキールを有する。
主砲はボフォース44口径21cmM/98型砲を単装砲塔2基に搭載。射程は最大仰角12度で10925m、発射速度は毎分1発であった。前級の25.4cm砲より口径は小さくなったものの、発射速度は倍になっており、火力は上がっているとされた。副砲はボフォース44口径15.2cmM/98型速射砲6門で、ケイスメイトの両舷に3門ずつ搭載した。射程は最大仰角15度で9000m、発射速度は毎分6発であった。他にはフィンスポング55口径57mmM/89B型砲10門を搭載。また、アームストロング・ホイットワース45.7cmM/99型水中魚雷発射管を両舷に1門ずつ搭載した。
主機はモータラ製直立3気筒3段膨張蒸気往復動機関2基。主缶はヤーロー水管缶となり、8基搭載。これは煙菅缶より清掃がしやすく汽醸が速いという利点があり、イギリスでのその発展を知った建造責任者のヒューゴ・リリーホックが採用を求めたものであった。出力5400指示馬力、2軸推進で計画速力16.5ノット。公試では5617指示馬力で16.8ノットを発揮した。航続距離は10ノットで2900浬。
装甲鈑はフランス製の表面硬化装甲鈑で、厚さは水線装甲帯140-200mm、主砲バーベット200mm、同砲塔前楯200mm、側楯と後楯150mm、ケイスメイト100mm。ケイスメイトの装甲はボフォース製とも。司令塔、シタデル、甲板はハーヴェイ鋼板で、厚さはそれぞれ200mm、200mm、25mm。
イェーテボリのリンドホルメン造船所で建造。1899年2月6日起工。1900年4月28日進水。1901年9月5日竣工。
1906年、ヴィルヘルムスハーフェンとシーアネスを訪問。次いでオスカル2世の乗る王室ヨット「ドロット」をリーヴォ湾まで護衛。同地で荒天のなか海防戦艦「アラン」が走錨すると、「ドリスティゲーテン」は同艦を曳航して避退させた。同年10月からは地中海への航海を行った。1908年、海防戦艦「トール」とともにグレーヴゼンド、ル・アーヴルを訪問。装甲巡洋艦「フィルギア」とともに1909年にはポーツマス、ジブラルタル、ジェノヴァ、アルジェ、シェルブールを、1910年にはロッテルダム、ガーンジー島、サンタンデール、サン・ナゼール、アラン島、グリーノック、コペンハーゲンを訪問した。1912年、ロシア皇帝一家を訪ねる国王グスタフ5世夫妻の乗る海防戦艦「オスカル2世」を護衛（「ドリスティゲーテン」ではなく「マンリゲーテン」が護衛とするものもある）。1918年から1919年にかけコペンハーゲン、クリスティアンサンを訪問。1919年、「ドリスティゲーテン」やアラン級海防戦艦4隻などからなる艦隊がイェヴレに入港した際、水兵がそこの祭りに参加したが、乱闘騒ぎとなった。日本の夏祭りが元だという祭りの名前から、このことは「ニッポン戦争」呼ばれたという。1921年にはキール、プリマス、リスボン、ボルドー、ダートマス、クリスティアニアを、1922年にはリース、ポルト、サン・セバスティアン、ラ・ロシェル、フレンスブルクを訪問した。

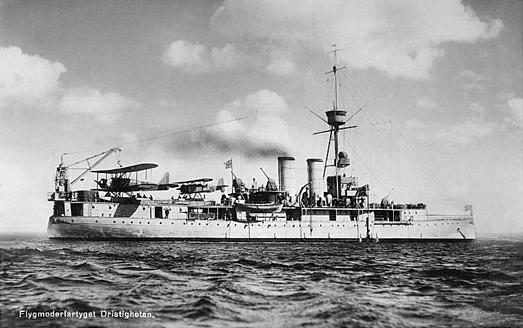
水上機母艦時代の「ドリスティゲーテン」

1927年から1928年にかけて水上機母艦に改装された。兵装はボフォース53口径75mmM/15-23型高角砲4門、カール・グスタフ8mmM/14-29型機銃4艇となった。水上機は2基搭載できた。1940年にボフォース47口径25mmM/32型対空機銃2挺を搭載。1944年には機銃にかわってボフォース60口径40mmM/36型対空機関砲が2門搭載された。
1944年に練習艦となる。1947年6月13日解役。標的として使用された後、1961年に売却され、解体された。